# America's Response Monument
El Monumento a la Respuesta de Estados Unidos, subtitulado De Oppresso Liber, es una estatua de bronce a escala 1,5 que está ubicada enfrente del One World Trade Center, frente al National September 11 Memorial & Museum en la ciudad de Nueva York. Extraoficialmente conocido como Horse Soldier Statue, es el primer monumento público dedicado a las Fuerzas Especiales del Ejército de los Estados Unidos.
La estatua es obra del escultor Douwe Blumberg y se realizó por encargo de un grupo anónimo de banqueros de Wall Street que perdieron amigos en los atentados del 11 de septiembre de 2001. Se inauguró el 11 de noviembre de 2011, en una ceremonia presidida por el en aquel tiempo vicepresidente Joe Biden y el teniente general John Mulholland, comandante del Mando de Operaciones Especiales del Ejército de los Estados Unidos.
La estatua conmemora a los hombres y mujeres de las Operaciones Especiales de Estados Unidos que participaron en la respuesta a los ataques del 9/11, incluidos los combatientes en los primeros días de la Operación Enduring Freedom. Esta operación condujo a la derrota inicial de los talibanes en Afganistán.

## Antecedentes

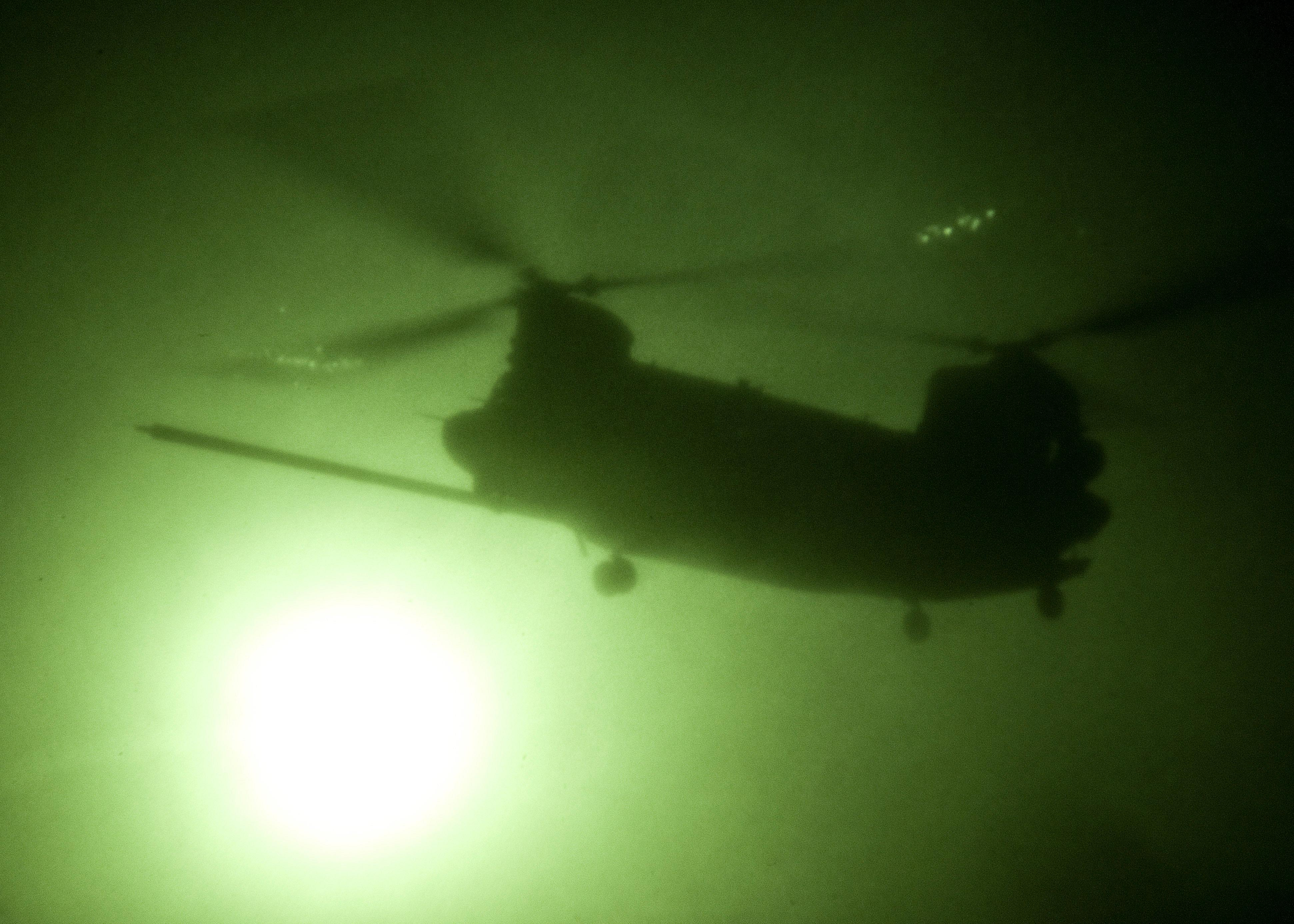
El equipo de Operaciones Especiales se insertó en Afganistán en la noche a bordo de dos helicópteros MH-47 Chinook.

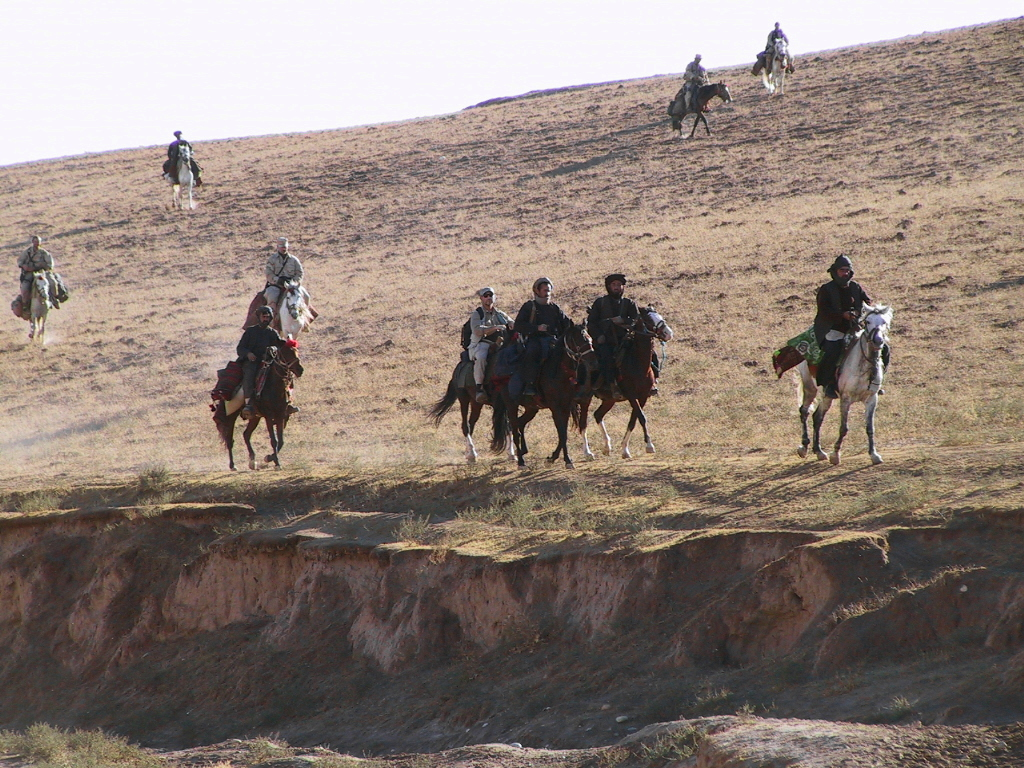
Operaciones Especiales de Estados Unidos, miembros del Task Force Dagger, y fuerzas afganas montando a caballo hacia el norte de Afganistán en octubre de 2001. Esta foto inspiró a Blumberg para comenzar su escultura.

El autor de la obra, el escultor Douwe Blumberg, se inspiró en una foto publicada después de que comenzara la guerra en Afganistán. Como parte de la Operación Enduring Freedom, el presidente George W. Bush envió fuerzas encubiertas en Afganistán para ayudar a la Alianza del Norte a expulsar a los talibanes del país. El grupo, llamado Task Force Dagger ('Fuerzas Especiales de la Daga'), fue un equipo de operaciones especiales compuesto por Boinas Verdes del quinto grupo de las fuerzas especiales, miembros del 160.º Regimiento de Aviación de Operaciones Especiales (SOAR), y Controladores de Combate de la Fuerza Aérea.

### Vuelo hacia Afganistán
El Destacamento Operacional Alfa (ODA) 595 fue el segundo equipo de la Task Force Dagger en entrar en Afganistán. En la primera operación de este tipo, sus doce miembros se desplazaron en un helicóptero SOAR MH-47E Chinook desde una antigua base aérea soviética en Uzbekistán, luego conocida como la base aérea de Karshi-Khanabad. El vuelo, de más de 300 kilómetros, atravesó las montañas Hindú Kush, que alcanzan los 4900 metros de altura, en condiciones de nula visibilidad. 
Los soldados aterrizaron en paracaídas en las tierras de un agricultor el 19 de octubre de 2001, a unos 80 km al sur de Mazar-e Sarif, en el valle Dari-a-Souf. El equipo llegó solo 39 días después del ataque de Al Qaeda contra el World Trade Center, para lo que pensaban que sería una estancia de un año.

### Transporte a caballo
Una vez en el país, necesitaron transporte adecuado para el difícil terreno montañoso del norte de Afganistán. Las tribus afganas aliadas les ofrecieron caballos y aunque solo dos hombres tenían cierta experiencia cabalgando, aceptaron sin problema.
El capitán Will Summers, líder del equipo de Fuerzas Especiales, dijo: "fue como si los Supersónicos se hubieran encontrado con los Picapiedra". La mayoría de los jinetes inexpertos pronto solicitaron reemplazos para las tradicionales sillas de montar de madera pequeñas y duras utilizadas por los soldados de Afganistán. Recibieron sillas ligeras de estilo australiano por suministro aéreo a mediados de noviembre. La última unidad del Ejército de los Estados Unidos en haber recibido entrenamiento a caballo fue el 28.º Regimiento de Caballería en 1943.

### Ataque inicial contra el talibán
El 21 de octubre, la Alianza del Norte, liderada por el general Dostrum, se preparó para atacar la villa fortificada de Bishqab, defendida por varios tanques T-54/T-55, algunos BMPs (transporte blindado de personal) armados con cañones y ametralladoras, y artillería antiaérea ZSU-23. La Alianza del Norte contaba con un total de 1500 elementos de caballería y 1500 de infantería ligera, asistidos por el equipo de doce miembros de las Fuerzas Especiales y soporte aéreo estadounidense. Para alcanzar al enemigo, cruzaron una planicie abierta de un kilómetro atravesada por siete crestas montañosas que los dejarían completamente expuestos al fuego enemigo. A las Fuerzas Especiales, la situación les recordaba los asaltos históricos de la carga de la Brigada ligera, la batalla de Fredericksburg, y la carga de Pickett en Gettysburg. Apoyados por el fuego aéreo estadounidense y la munición guiada de precisión, atacaron exitosamente a los talibanes, muchos de los cuales abandonaron sus armas y huyeron.
Al día siguiente, la Alianza del Norte se preparó para atacar Cobaki. Los equipos de Operaciones Especiales de Estados Unidos lanzaron ataques aéreos a los vehículos blindados y artillería del enemigo, seguidos por una carga de caballería. Cuando parecía que la caballería de Dostum caería, varios miembros del ODA 595 entraron en acción y ayudaron a ganar la batalla. "Fue como en el Antiguo Testamento", comentó el teniente coronel Max Bowers, antiguo comandante de tres equipos de Fuerzas Especiales a caballo. "Solo faltaba que Cecil B. DeMille estuviera filmando y que saliera Charlton Heston".

### Foto del soldado

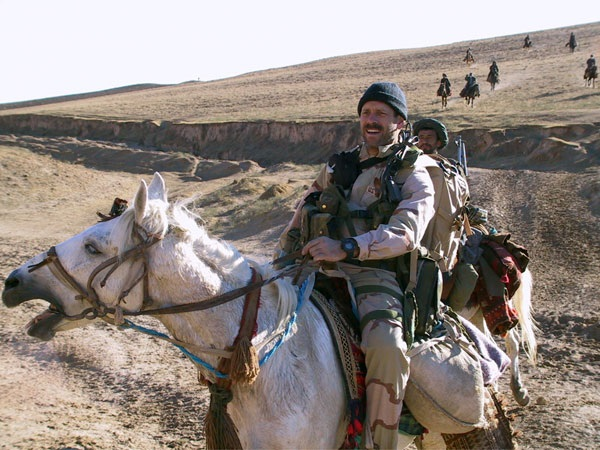
El sargento Bart Decker, controlador de combate de la Fuerza Aérea, montando un caballo afgano con fuerzas de la Alianza del Norte durante los primeros días de la Operación Enduring Freedom.

El secretario de Defensa Donald Rumsfeld mostró una foto de los soldados a caballo durante una conferencia de prensa el 15 de noviembre de 2001. Cuando el escultor Blumberg vio esa imagen, se sintió compelido a crear una representación artística. "Me fascinó la ironía visual de un soldado del siglo XXI equipado con alta tecnología, montado en un harapiento caballo montañés afgano, sin cambios durante siglos ". A pesar de la amplia gama de equipo militar de alta tecnología que llevaron a la batalla, los confiables sementales afganos fueron esenciales para el éxito de la campaña. Las tropas montadas estadounidenses llegaron a ser conocidas como los "soldados a caballo".

### El acero del World Trade Center
Durante la batalla contra los talibanes, cada uno de los miembros del equipo A de los boinas verdes llevaba consigo una pieza de acero recuperada de los escombros del World Trade Center en honor de las víctimas del 9/11. Más tarde, durante la guerra, cada uno de ellos enterró su pieza de acero en un punto significativo en la batalla. Bowers eligió a Mazar-e Sarif como el lugar para enterrar la suya. Esta fue la ubicación de una de las batallas más duras y donde el agente de la CIA Mike Spann se convirtió en el primer estadounidense que murió en combate en Afganistán.
El escritor Doug Stanton escribió Horse Soldiers: The Extraordinary Story of a Band of US Soldiers Who Rode to Victory in Afghanistan (Soldados a caballo: La extraordinaria historia de una banda de soldados estadounidenses que cabalgaron a la victoria en Afganistán), inspirado por los acontecimientos que siguieron a los ataques al World Trade Center. En él se documenta la victoria de 350 soldados de las fuerzas especiales, 100 oficiales de la CIA, y alrededor de 15 000 militares de la Alianza del Norte que derrotaron a la fuerza talibán de aproximadamente 50 000. El productor de Hollywood Jerry Bruckheimer le compró los derechos del libro de Stanton.

## Descripción
La estatua hecha a escala 1,5, conmemora las acciones de los hombres y mujeres de las Operaciones Especiales de los Estados Unidos que respondieron a los ataques del 11 de septiembre de 2001, incluidas las fuerzas de operaciones especiales que lucharon en las primeras etapas de la Operación Enduring Freedom. La base lleva el título de la escultura "Monumento a la respuesta de los Estados Unidos". La estatua tiene como subtítulo De Oppresso Liber, que en latín significa "para liberar a los oprimidos", el lema de las fuerzas especiales. Una pieza de acero del World Trade Center está incrustada en la base del monumento.
Después de comprometerse a construir la estatua, Blumberg fue invitado a Fort Campbell, donde se reunió con los veteranos del Task Force Dagger, y averiguó que su representación de las fuerzas especiales no era del todo exacta. Los invitó a su estudio donde colaboraron con él para asegurarse de que reprodujera el caballo y el soldado de manera correcta. Blumberg necesitó seis semanas para volver a esculpir la pieza de forma precisa hasta el último detalle. La obra representa a un miembro de las Fuerzas Especiales a caballo liderando la invasión a Afganistán.
El soldado porta unos binoculares en la mano. Una carabina M4 con un lanzagranadas M203 le cuelga del hombro y el contorno de un anillo de matrimonio es visible bajo el guante de la mano izquierda. Blumberg dijo: "Esa es mi forma de quitarme el sombrero ante las esposas, los matrimonios y la tensión en las familias. Es para reconocer el estrés causado por las múltiples reincorporaciones".
El pequeño caballo afgano de raza "lokai" muestra rasgos "tersk", indicando un pedigrí europeo oriental aportado por los caballos traídos por los soviéticos en la década de 1980. En la cultura afgana, los soldados solo montan sementales durante la batalla. Los caballos podían ser difíciles de controlar, y la estatua representa al caballo encabritándose. Las riendas son de confección tradicional afgana y el collar de borlas ayuda a ahuyentar a las moscas del pecho y las piernas. La base de la estatua refleja las empinadas laderas escarpadas por las que los soldados a menudo viajaban a caballo.

## Producción

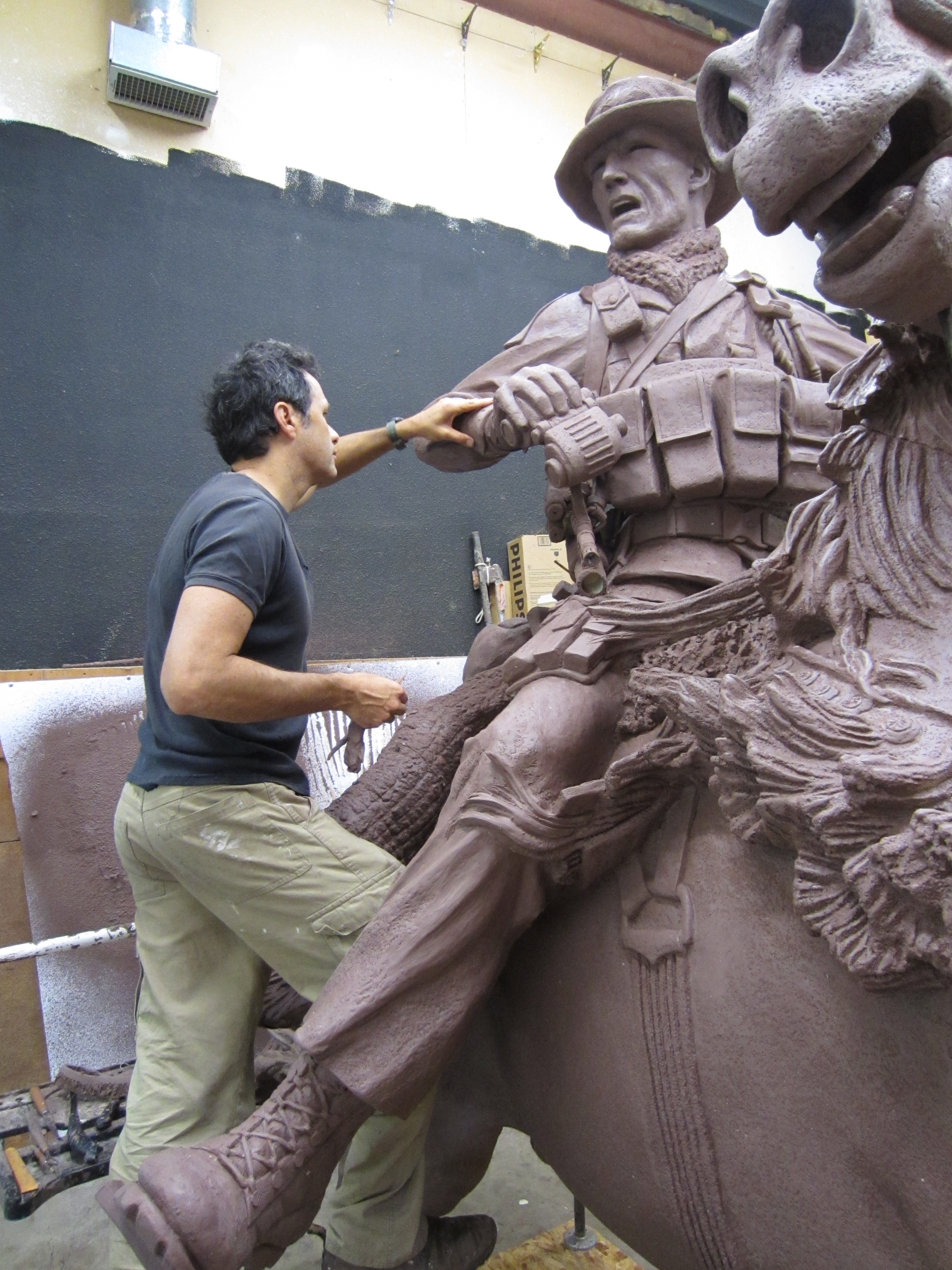
Blumberg pone los toques finales en el modelo de arcilla de la escultura del soldado a caballo antes de iniciar el trabajo en bronce.

Blumberg fue un entrenador de caballos durante 18 años y aficionado a la historia militar. Ha realizado más de 200 comisiones públicas y privadas y ha recibido numerosos premios. Cuando a finales de 2001 vio la foto de los soldados estadounidenses a caballo mostrada por el secretario de Defensa Donald Rumsfeld, se sintió motivado para crear una estatua que marcara el singular evento.  Usando su propio dinero, completó una escultura de bronce de 46 centímetros de altura de un miembro de los boinas verdes montando en un caballo afgano en nueve meses. Presentó su obra al John F. Kennedy Special Warfare Museum, el museo del regimiento de las Fuerzas Especiales del Ejército de Estados Unidos en Fort Bragg.
A partir de entonces, se corrió la voz sobre la estatua. En 2003, se formó la fundación sin fines de lucro US Historical Monuments para ayudar a lograr la creación de un monumento basado en ella. Después de algunos esfuerzos fallidos, un grupo anónimo de banqueros de Wall Street que habían perdido allegados y compañeros de trabajo en los ataques del 9/11 oyó hablar de la escultura. Encargaron a Blumberg la construcción de una versión a gran escala para emplazarla cerca de la zona cero, y recibió el pago de 500 000 USD  para la obra. La Fundación Gary Sinese y la Green Beret Foundation apoyaron el esfuerzo para construir el monumento. No se utilizaron fondos públicos.
Dos de los promotores individuales de Wall Street dijeron que se les preguntó a las familias y amigos si había un lugar para conmemorar a las tropas estadounidenses destinadas al extranjero  para combatir amenazas terroristas. "Queríamos hacer algo por la comunidad de operaciones especiales y todas las ramas del servicio militar, porque todos los días, desde los ataques del 11 de septiembre, veíamos ese agujero en el suelo", dice uno de los patrocinadores privados. "Lo que todo el mundo debe saber es que hay gente como ese equipo, como los Boinas Verdes, que están dispuestos a sacrificarse a cualquier precio por ellos". En su reinauguración, se pagó la totalidad de costos de la estatua que ascendieron a más de 750 000  USD, sufragados por cientos de ciudadanos particulares.
Blumberg vive en DeMossville, Kentucky. Sin embargo, gran parte del trabajo fue realizado por la Fundición Crucible en Norman, Oklahoma, especializada en monumentos de bronce. La estatua de bronce de 2300 kilogramos tiene 4 metros de altura y será montada en un plinto de granito de 1 metro de altura cuando esté terminada. "Esta obra me emociona mucho", dijo Blumberg. "Esto me permite honrar a los soldados, capturar un aspecto único de su servicio y luego tener la oportunidad de ponerlo en Nueva York. No podía haber funcionado mejor. Supone un inmenso alcance para mí".

## Inauguración
La estatua fue presentada al público durante el Desfile del Día de los Veteranos en la ciudad de Nueva York el 11 de noviembre de 2011. La estatua fue exhibida en una carroza que realizó en trayecto por la Quinta Avenida entre las esquinas a la 23.ª y la 56.ª. Se inauguró el mismo día, en una ceremonia presidida por el vicepresidente Joe Biden y el teniente general John Mulholland, comandante del Mando de Operaciones Especiales del Ejército y excomandante de la Task Force Dagger durante los primeros días de la guerra en Afganistán. Estuvo ubicada temporalmente en la calle West Street en el interior del One World Financial Center en la ciudad de Nueva York frente a la zona cero.
Es el primer monumento de acceso público relacionado con las Fuerzas Especiales del Ejército de los Estados Unidos. Existe otro monumento conmemorativo de las Fuerzas especiales en Meadows Memorial Field en Fort Bragg, Carolina del Norte. Una empresa privada de Wall Street donó el terreno para el monumento en el One World Trade Center.
El 19 de octubre de 2012, el general John Mulholland reinauguró la estatua en su nueva ubicación, enfrente del One World Trade Center, al otro lado de la zona cero y del National September 11 Memorial & Museum. En ese momento él era teniente general y vicecomandante general del Mando de Operaciones Especiales. La estatua de bronce fue dispuesta de tal manera que el soldado a caballo mira por encima del hombro al World Trade Center y a sus inquilinos. Varios representantes de las fuerzas especiales asistieron a la ceremonia.